# 阿尔松别墅
阿尔松别墅 （Villa Arson）是一个隸属于法国文化部的综合艺术机构，下属四个部门：阿尔松别墅国立高等艺术学院（École Nationale Supérieure d'Arts à la Villa Arson）、国家当代艺术中心（Centre Nationale d'Art Contemporain）、国际艺术家驻村中心（résidence d'artistes）和媒体中心。
阿尔松别墅位于尼斯北部的圣巴塞洛缪山（la colline de Saint-Barthélemy），可俯瞰尼斯全景。該机构在1960年代由时任法国文化事务部长安德烈马尔罗（André Malraux）提议建立，作为文化去中心化框架下的项目之一。最终机构在1972年组建完成，其任务是传播当代艺术、支持艺术创作和教育。

## 艺术学院
阿尔松别墅始建于1881年。下属学院最初名为国立装饰艺术学院（École Nationale des Arts Décoratifs）。该名沿用了89年，直至1970年更名为阿尔松别墅国立高等艺术学院（École Nationale Supérieure d'Arts à la Villa Arson），致力于成为法国实践当代艺术的最具实验性的学校。
阿尔松别墅国立高等艺术学院是法国文化部下属的七所国家级艺术学校之一，容纳约200名学生，只设艺术系，提供五年制课程，颁发两种文凭，即三年制的国家造型艺术文凭（Diplôme national d'arts plastiques，DNAP）和五年制的国家高等造型表现文凭（Diplôme national supérieur d'expression plastique，DNSEP）。
学校的特点在于能使学生紧密参与艺术中心的实践并从中受益，并有机会与受邀艺术家一起工作。教学分为五个部门：数位艺术部（声音、视频、网络等等。）、摄影和编辑部（平版印刷、丝网印刷、雕版印刷、数码和胶片）、空间艺术部（金属、木材、切割、陶瓷）、绘画素描部和理论教学部（艺术史、思想史、美学、语言）。每年三月前登记招生，包括入学考试和对等文凭考试。每年3月上旬举行一次开放日。

## 艺术中心
阿尔松别墅下属的国家当代艺术中心（Centre Nationale d'Art Contemporain）是法国文化部支持的47个艺术中心之一。该中心致力于建立传播法国和国际当代的平台，支持艺术家的个人艺术探索，帮助实现新的艺术项目，主要活动是举办艺术家个展或群展。
空间总面积1200平方米，可同时组织一个或数个展览。不同于美术馆和当代艺术基金会（FRAC）的是艺术中心不进行艺术品收藏。作为一个展览机构，它提供技术和资金上的支持。中心同时出版展览画册以加强对艺术家和当代艺术的推广。艺术中心每天14-18点（七八月份14-19点）对公众开放，每星期二休息，入场免费。